# BNB IIb
Die Dampflokomotivreihe BNB IIb war eine Personenzug-Schlepptenderlokomotivreihe der Böhmischen Nordbahn-Gesellschaft (BNB).
Die Wiener Neustädter Lokomotivfabrik lieferte von 1903/04 drei Stück dieser Lokomotiven der Bauart 2C.
Die BNB gab den Maschinen der Reihe IIb die Nummern 131–133.
Bei den k.k. österreichischen Staatsbahnen (kkStB) bildeten sie nach der Verstaatlichung der BNB 1908 die Reihe 127.
Nach dem Ersten Weltkrieg kamen alle Maschinen zu den Tschechischen Staatsbahnen (ČSD), die sie als Reihe 353.0 bezeichneten
und 1946/47 ausmusterten.